# RK Šibenik 2015
Rukometni klub Šibenik 2015, poznatiji skraćeno kao RK Šibenik 2015, hrvatski je rukometni klub iz Šibenika, Šibensko-kninska županija.
Klub treninge i utakmice održava u dvoranama Osnovne škole "Meterize" i Srednje tehničke škole u Šibeniku, kao i u višenamjenskoj sportskoj dvorani Baldekin.

## Povijest i djelovanje
Od samog početka djelovanja kluba, treneri su Krešimir Kursan, Ivica Teskera i Ivan Rora, dok se kasnije klubu kao trener ženskog sastava pridružuje Mario Junaković. Tajnik kluba je Mario Kursan. Godine 2019. klub napušta trener Ivan Rora, a godinu kasnije i Ivica Teskera koji preuzima ulogu trenera uzrasne kategorije 2008./09. u RK Vodice. 
Od samog osnutka pa sve do danas, klub postiže zavidne rezultate s uzrastima dječaka i djevojčica rođenih 2005. pa sve do onih najmlađih rođenih 2013. godine. Tijekom zimskih i ljetnih stanki, klub organizira različita druženja s djecom i njihovim roditeljima. Boje kluba su tradicionalne šibenske boje – narančasta (domaća), odnosno crna (gostujuća).
U ljeto 2018. godine, u Primoštenu je osnovana Škola rukometa "Dalmatino", pod kontrolom RK "Šibenik 2015".